# باتريسيو بيريز دياز
باتريسيو بيريز دياز (بالإسبانية: Patricio Pérez Díaz)‏ هو لاعب كرة قدم ومدرب كرة قدم تشيلي، ولد في 14 مارس 1980 في Rengo ‏ في تشيلي. لعب مع سان لويس دي كويلوتا.

## وصلات خارجية
- باتريسيو بيريز دياز على موقع قاعدة بيانات كرة القدم.إي يو (الإنجليزية)
- باتريسيو بيريز دياز على موقع Soccerway.com (الإنجليزية)